# Telč (nádraží)
Telč je železniční stanice ve východní části města Telč v okrese Jihlava v Kraji Vysočina nedaleko soustavy rybníků na Telčském potoce. Leží na jednokolejné trati Kostelec u Jihlavy – Slavonice. V obci se dále nachází železniční zastávka Telč-Staré Město.

## Historie
Stanice byla zprovozněna 13. srpna 1898 společností Místní dráha Kostelec-Telč na odbočné trati z Kostelce od Českomoravské transverzální dráhy (BMTB) z Veselí nad Lužnicí do Jihlavy, fungující od roku 1887. Vzhled budovy byl vytvořen dle typizovaného architektonického vzoru nádražních budov, inspirovaných či zcela shodných se stanicemi BMTB, vzniklo zde též nákladové nádraží. 7. září 1902 zahájen společností Císařsko-královské státní dráhy (kkStB) provoz do Waldkirchenu v Rakousku.
Provoz na trati zajišťovaly od zahájení Císařsko-královské státní dráhy (kkStB), po roce 1918 Československé státní dráhy (ČSD), místní dráha byla zestátněny roku 1925. Po uzavření hranic s Rakouskem 22. května 1945 byl ukončen i provoz ze Slavonic dále na jih. Od roku 2003 se objevují snahy o obnovení přeshraničního provozu.

## Popis
Nacházejí se zde tři jednostranná nekrytá nástupiště, k příchodu na dvě vnitřní nástupiště slouží přechody přes koleje.